# Рафикова, Нурия Тимергалеевна
Нурия́ Тимергале́евна Ра́фикова (род. 5 апреля 1953, Кандры, Туймазинский район,Башкирская АССР) — экономист, доктор экономических наук (2000), профессор (2001), заслуженный работник образования Республики Башкортостан (2011) .

## Биография
Рафикова Нурия Тимергалеевна родилась 5 апреля 1953 года в поселке Кандры Туймазинского района Башкирской АССР. Окончила с отличием экономический факультет Башкирского сельскохозяйственного института ( ныне Башкирский государственный аграрный университет) в 1975 году.  В 1978-1981 г.г. была направлена на обучение в очную целевую аспирантуру Ленинградского сельскохозяйственного института. В 1981 году защитила кандидатскую диссертацию по специальности «Статистика» в Ленинградском финансово-экономическом институте им. Н. Н. Вознесенского. После защиты вернулась на работу в Башкирский сельскохозяйственный институт. В 1981-1986 гг. — ассистент, 1986-1994 гг. — старший преподаватель, 1995-2010 гг. — заведующий кафедрой, с 2010 г. является профессором кафедры. В 2010 году защитила диссертацию на соискание ученой степени доктора экономических наук по специальности «Бухгалтерский учет и статистика» в Санкт-Петербургском университете экономики и финансов. Профессором Н. Т. Рафиковой разработаны и используются в учебном процессе учебные пособия «Основы статистики» и «Статистика финансов», одобренные УМО МСХА, МСХА РФ, УМО Финансового университета при Правительстве РФ. В 2008 году Нурия Тимергалеевна стала лауреатом конкурса на лучшую научную книгу 2007 года в номинации "Экономика" за учебное пособие "Основы статистики" ; в 2011 году— лауреатом Всероссийского конкурса на лучшую книгу за учебное пособие «Статистика финансов», проведенного Фондом развития отечественного образования.

## Избранные труды
1. Рафикова Н. Т. Основы статистики : учеб. пособие для студентов экон. спец. с.-х. вузов / Н. Т. Рафикова. - Уфа : [Уф. полиграфкомбинат], 1995. - 135 с.
2. Рафикова Н. Т. Статистика финансов : учеб. пособие / Н. Т. Рафикова ; Башкирский ГАУ. - Уфа : БГАУ, 2000. - 184 с.
3. Рафикова Н. Т. Статистика : учеб. пособие для студ. вузов по спец. 060800-Экономика и управление на предприятии АПК / Н. Т. Рафикова ; МСХ РФ, Башкирский ГАУ. - Уфа : Изд-во БГАУ, 2003. - 274 с.
4. Рафикова Н. Т. Основы статистики : учебное пособие для студентов, обучающихся по специальности 060800 - "Экономика и управление на предприятии АПК" / Н. Т. Рафикова. - М. : Финансы и статистика, 2005. - 352 с.
5. Рафикова Н. Т. Статистика : учеб. пособие для студ. вузов по спец. 060800 "Экономика и управление на предприятии АПК" : допущено МСХ РФ. - 2-е изд., перераб. и доп. - Уфа : Изд-во БашГАУ, 2005. - 275 с.
6. Рафикова Н. Т. Основы статистики : учебное пособие для студентов, обучающихся по спец. 060800 - "Экономика и управление на предприятии АПК" : допущено МСХ РФ / Н. Т. Рафикова . - М. : Финансы и статистика, 2007. - 351 с.
7. Рафикова Н. Т. Статистика финансов : учебное пособие для студентов, обучающихся по специальностям "Бухгалтерский учет, анализ и аудит", "Финансы и кредит" / Н. Т. Рафикова ; Башкирский государственный аграрный университет. - Уфа : БГАУ, 2011. - 172 с .
8. Рафикова Н. Т. Статистика финансов : учебное пособие для студентов, обучающихся по спец. "Бухгалтерский учет, анализ и аудит", "Финансы и кредит" : рек. УМО по образованию / Н. Т. Рафикова . - Уфа : Башкирский ГАУ, 2013. - 191 с.
9. Рафикова Н. Т. Статистика финансов : учебное пособие для обучающихся по направлению 5.38.03.01 "Экономика", 5.38.03.02 "Менеджмент" / Н. Т. Рафикова. - Уфа : Башкирский ГАУ, 2018. - 215 с.
10. Рафикова Н. Т. Статистика : учебное пособие для обучающихся по направлениям: 38.03.01 "Экономика", 38.03.02 "Менеджмент" (квалификация (степень) "Бакалавр") / Н. Т. Рафикова, Т. С. Трофимчук ; Министерство сельского хозяйства РФ, Башкирский государственный аграрный университет. - Уфа : Башкирский ГАУ, 2020. - 259 с.
11. Рафикова Н. Т. Статистика : учебное пособие для обучающихся по направлениям: 38.03.01 "Экономика", 38.03.02 "Менеджмент" (квалификация (степень) "бакалавр") / Н. Т. Рафикова, Т. С. Трофимчук ; Башкирский государственный аграрный университет. - Москва : Проспект, 2020. - 327 с.

### Монографии
1. Рафикова Н. Т. Себестоимость сельскохозяйственной продукции: факторы и методология анализа.- М.: — Финансы и статистика, 1999 г. — 302 с.

### Рекомендации
1. Рафикова Н. Т. Методика экономико-статистического анализа влияния специализации, концентрации производства и форм хозяйствования на себестоимость продукции сельского хозяйства : [рекомендации] / Н. Т. Рафикова ; М-во сельского хозяйства и продовольствия РБ, АН РБ, Башкирский ГАУ. - Уфа : [б. и.], 1999. - 48 с.
2. Методика экономико-статистического исследования производства продукции выращивания крупного рогатого скота : рекомендации / Н. Т. Рафикова, А. М. Хазиева ; Министерство сельского хозяйства РФ, Министерство сельского хозяйства РБ, Башкирский государственный аграрный университет. - Уфа : Башкирский ГАУ, 2017. - 35 с. - Библиогр.: с. 33-35.

## Награды
- 2006 — Почетная грамота Министерства образования и науки РФ за многолетнюю плодотворную работу по развитию и совершенствованию учебного процесса, активную деятельность в области научных исследований, значительный вклад в дело подготовки высококвалифицированных специалистов.
- 2008 — Медаль "За заслуги в проведении Всероссийской сельскохозяйственной переписи 2006 года".
- 2008 — Почетная грамота территориального органа Федеральной службы государственной статистики по РБ за активное сотрудничество с органами государственной статистики РБ
- 2011 — Указом Президента Республики Башкортостан присвоено почетное звание "Заслуженный работник образования Республики Башкортостан".